# Жилински крај
Жилински крај (слч. Žilinský kraj) је један од 8 словачких крајева, највиших подручних управних јединица у Републици Словачкој. Управно седиште краја је град Жилина.

## Географија
Жилински крај се налази на северу Словачке.
Граничи:
- на северу су Чешка и Пољска,
- источно Прешовски крај,
- западно Тренчински крај,
- јужно Банскобистрички крај.

## Становништво
| Година:    | 1994.   | 2004.   | 2014.   | 2024.   |
| ---------- | ------- | ------- | ------- | ------- |
| Број људи: | 682 983 | 694 129 | 690 449 | 686 063 |
| Разлика:   |         | +1,63 % | -0,53 % | -0,63 % |

| Година:    | 2023.   | 2024.   |
| ---------- | ------- | ------- |
| Број људи: | 687 174 | 686 063 |
| Разлика:   |         | -0,16 % |

Према подацима о броју становника из 2011. године Жилински крај је имао 688.851 становника. Словаци чине 93,1% становништва.
| Етнички састав (2011)‍ | Етнички састав (2011)‍ | Етнички састав (2011)‍ | Етнички састав (2011)‍ | Етнички састав (2011)‍ |
| --------------------- | --------------------- | --------------------- | --------------------- | --------------------- |
|                       |                       |                       |                       |                       |
| Словаци               | Словаци               |                       | 0                     | 93,1%                 |
| Чеси                  | Чеси                  |                       | 0                     | 0,6%                  |
| Роми                  | Роми                  |                       | 0                     | 0,3%                  |
| Мађари                | Мађари                |                       | 0                     | 0,1%                  |
| остали, непознато     | остали, непознато     |                       | 0                     | 5,9%                  |

## Окрузи
Састоји се од 11 округа (слч. Okres):
- округ Битча (слч. Okres Bytča)
- округ Долни Кубин (слч. Okres Dolný Kubín)
- округ Жилина (слч. Okres Žilina)
- округ Кисуцке Нове Место (слч. Okres Kysucké Nové Mesto)
- округ Липтовски Микулаш (слч. Okres Liptovský Mikuláš)
- округ Мартин (слч. Okres Martin)
- округ Наместово (слч. Okres Námestovo)
- округ Ружомберок (слч. Okres Ružomberok)
- округ Тврдошин (слч. Okres Tvrdošín)
- округ Турчјанске Тјеплице (слч. Okres Turčianske Teplice)
- округ Чадца (слч. Okres Čadca)

## Градови и насеља
У Жилинском крају се налази 18 градова и 297 насељених места. Највећи градови на подручју краја су:
- Жилина - 81.515 становника
- Мартин - 57.300 становника
- Липтовски Микулаш - 31.928 становника
- Ружомберок - 28.364 становника
- Чадца - 24.921 становника
- Долни Кубин - 19.554 становника